# Ponte romano di Voghiera
Il ponte romano è stato rinvenuto nel comune di Voghiera (Vicus Aventinus o Vico Habentia), attraversava il fiume Sandalo. Attualmente è interrato e non è visibile. Si trova nel centro urbano, in via Enrico Fermi all'altezza del Borgo Parioni.

## Descrizione
Nel 1976 furono rinvenuti due grossi blocchi in opus caementicium appartenenti con ogni probabilità ad un grande ponte. Ciò fu avvalorato da un saggio di scavo che alla profondità di m 1,15 incontrò un grosso pilastro in opera concretizia rivestito nella parte inferiore (cioè fra m 1,80 e m 2,75 di profondità) di mattoni sesquipedali manubriati. Sembra che la scelta di questo sito di attraversamento del fiume sia dovuta alla presenza di un'isola oggi ancora individuabile nel parco Massari. La struttura è databile al tardo impero. Non molto lontano dal ponte, a Voghenza, frazione di Voghiera, si trova una necropoli romana.